# Jesús Moncada

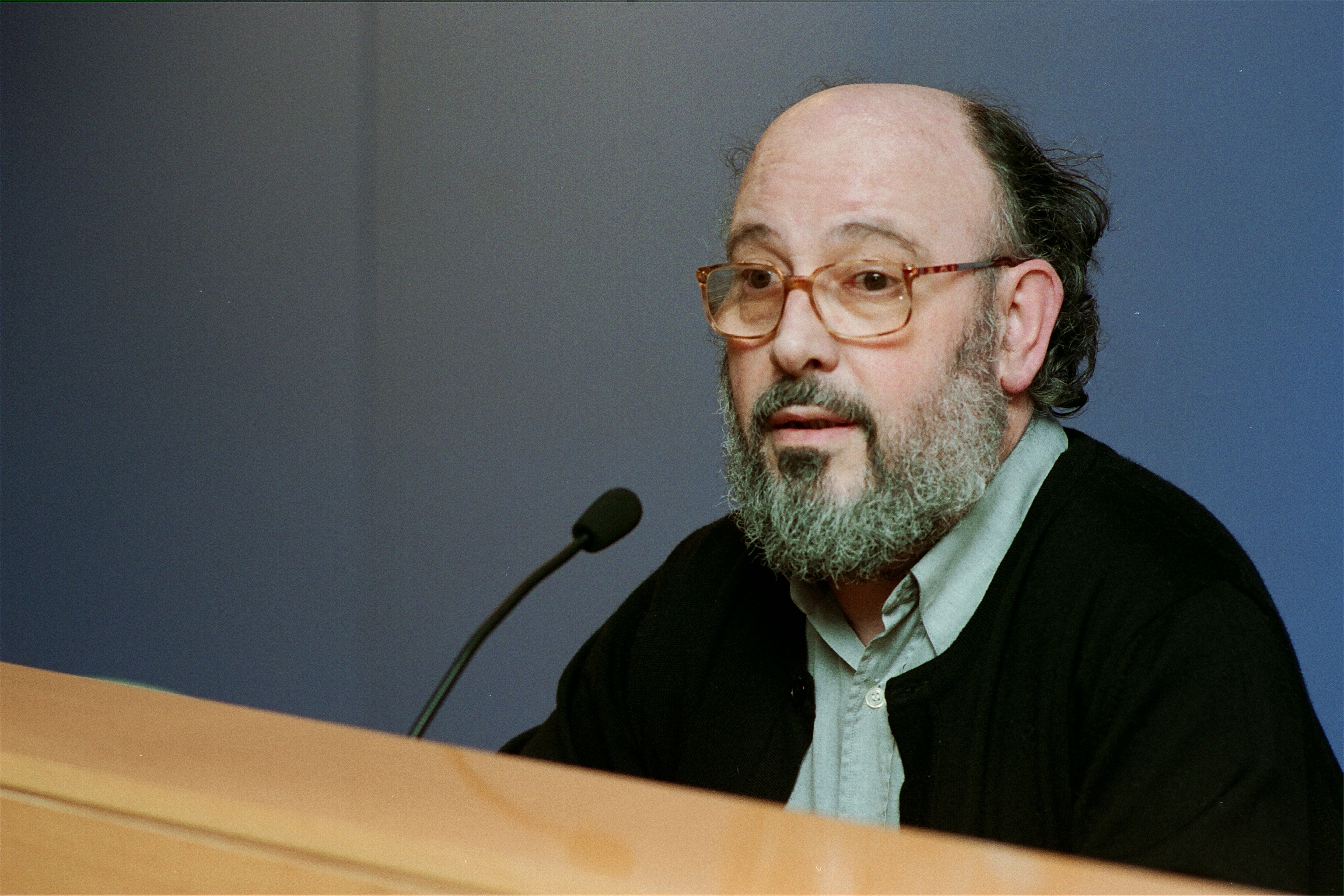
Jesús Moncada in 2001

Jesús Moncada Estruga (Mequinenza, 1 december 1941 - Barcelona, 13 juni 2005) was een Spaanse schrijver in de Catalaanse taal.
Beschouwd als een van de belangrijkste Catalaanse auteurs van zijn tijd, ontving hij verschillende prijzen voor zijn werk, waaronder de City of Barcelona Award of de National Critics Award in 1989 voor Camí de sirga, Creu de Sant Jordi, uitgereikt door de Generalitat van Catalonië in 2001. In 2004 ontving hij de Aragonese Literatuurprijs die hij enkele maanden voor zijn dood in ontvangst nam.
Jesús Moncada is een van de meest vertaalde auteurs in de hedendaagse Catalaanse literatuur. Camí de sirga is vertaald in vijftien talen, waaronder Japans en Vietnamees. Moncada vertaalde ook in het Catalaans talrijke werken in het Spaans, Frans en Engels, van auteurs als Guillaume Apollinaire, Alexandre Dumas, Jules Verne en Boris Vian.